# Rothermel Anna
Rothermel Anna (férjezett nevén: Elekné Rothermel Anna) (Kispest, 1938. december 19. – Budapest, 2005. december 20.) világbajnoki arany- és bronzérmes magyar kézilabdázó, kétszeres világválogatott, 94-szeres magyar válogatott, BEK-döntős, négyszeres magyar bajnok. Korában a világ legjobb kapusának tartották.
Férje, egyben edzője Elek Gyula (1932–2012), fia Elek Gábor (1970–), mindketten kézilabdázók, majd kézilabda-edzők. Unokatestvére Rothermel Ádám válogatott labdarúgó.

## Élete és sportpályafutása
19 évesen kezdett kézilabdázni a Vörös Meteor Közért csapatában. Versenyzése mellett a Hungária Jacquardszövőgyárban dolgozott adminisztrátorként. Az 1965-ös női kézilabda-világbajnokságon a válogatott újoncaként nagy szerepe volt abban, hogy a magyar válogatott aranyérmet szerzett, amely a magyar kézilabdasport egyetlen világbajnoki címe. Ebben az évben az év női kézilabdázójának választották, és Az év sportolója választáson egyénileg a 3. lett, a kézilabda-válogatott Az év magyar csapata címet nyerte.
Korában a külföldi szakemberek a világ legjobb kapusának tartották. Két alkalommal válogatták be a világválogatottba, és 1978-ban a világ legjobb addig élt kézilabdázóiból összeállított "örökválogatott" kapusának kiáltották ki.
1970-ben visszavonult a válogatottságtól, de az 1971-es világbajnokságon ismét ő védte a válogatott kapuját, amelyen a csapat bronzérmes lett. Az 1973-as női kézilabda-világbajnokságon a csapattal a 4. helyet szerezte meg. Összesen 94 alkalommal húzta magára a címeres mezt.
Az 1965-ös világbajnoki cím után igazolt át a Ferencvárosba, ahol első mérkőzését 1966. április 10-én játszotta. 1966−1977 között 475 alkalommal játszott a zöld-fehér színekben, és négy alkalommal szerezte meg a bajnoki címet. Emellett három alkalommal nyerték meg a Magyar Népköztársasági Kupát. 1971-ben a Ferencváros csapatával bejutott a Bajnokcsapatok Európa Kupájának döntőjébe, ahol a Szpartak Kijevtől szenvedtek vereséget.
1977. november 6-án fejezte be a sportpályafutását. Visszavonulása után az FTC munkatársa lett, tagszervezéssel foglalkozott, majd az FTC Ajándékbolt vezetője lett.
Hosszú betegeskedés után 2005. december 20-án hunyt el, sírja a pátyi községi református temetőben található.

## Díjai, elismerései
- 1965: Az év magyar kézilabdázója
- 1965: Az év magyar csapata
- 1965: Az év sportolója 3. hely